# Hans Günter Tillmann
Hans Günter Tillmann, auch: Hans G. Tillmann oder H. G. Tillmann, (* 14. August 1936 in Dabringhausen; † 8. November 2021 in München) war ein deutscher Sprachwissenschaftler und Phonetiker. 

## Leben
Tillmann entschied sich nach einer Musikausbildung bei Karlheinz Stockhausen für ein Studium der Phonetik in Bonn. Zu seinen Lehrern zählten unter anderem Gerold Ungeheuer und Werner Meyer-Eppler.
Er war Professor für Phonetik, Sprachliche Kommunikation sowie digitale Klangforschung an der Ludwig-Maximilians-Universität München. Er gründete das Institut für Phonetik und Sprachliche Kommunikation der Universität München und war bis zu seiner Emeritierung dessen Direktor. 
Er prägte die Entwicklung der Phonetik in Deutschland entscheidend mit. Bekannt wurde er unter anderem durch seine Unterscheidung der Prosodieebenen.
Tillmann starb im Alter von 85 Jahren im November 2021 in München.

## Schriften (Auswahl)
- Das phonetische Silbenproblem. Bonn 1963.
- Technische Kommunikationshilfen für Gehörlose. Marhold, Berlin-Charlottenburg 1970.
- Das individuelle Subjekt und seine persönliche Identität im phonetischen Kommunikationsprozess. Buske, Hamburg 1974, ISBN 3-87118-164-1.
- mit Phil Mansell: Phonetik. Lautsprachliche Zeichen, Sprachsignale und lautsprachlicher Kommunikationsprozeß. Klett-Cotta, Stuttgart 1980, ISBN 3-12-937910-X.
- als Herausgeber: Analyse und Synthese gesprochener Sprache. Olms, Hildesheim 1987, ISBN 3-487-07847-3.